# Ліно Марцоратті
Ліно Марцоратті (італ. Lino Marzoratti), сам футболіст настоює, що правильною вимовою його прізвища є Марцораті (італ. Lino Marzorati, нар. 12 жовтня 1986, Ро) — італійський футболіст, який грав на позиції захисника. Виступав, зокрема, за клуби «Мілан» та «Емполі», а також молодіжну та олімпійську збірну Італії.

## Клубна кар'єра
Ліно Марцоратті народився 1986 року в місті Ро. Розпочав займатися футболом у юнацькій команді клубу «Чиміано», пізніше перейшов до юнацької команди клубу «Мілан». У 2004 році дебютував у складі «Мілана», проте у зв'язку з великою конкуренцією до основного складу не пробився, і в 2006 році перейшов до складу команди «Емполі», у складі якої грав до 2011 року з невеликою перервою на оренду в «Кальярі», та став у клубі «Емполі» гравцем основного складу команди.
У 2011 році Марцоратті перейшов до складу клубу «Сассуоло», у складі якого у другому сезоні виступів за клуб став переможцем Серії B, та після переходу «Сассуоло» до Серії A грав протягом сезону у складі команди у вищому італійському дивізіоні.
У 2014 році футболіст перейшов до складу клубу серії В «Модена», в якому грав до 2016 року. У 2016 році Марцоратті став гравцем клубу Лега Про «Прато», в якому грав до 2018 року. У сезоні 2018—2019 років футболіст грав у складі «Юве Стабія», а в наступному сезоні грав у складі клубу «Кавезе». У 2020 році Ліно Марцоратті перейшов до складу клубу «Лекко», у складі якого завершив виступи на футбольних полях у 2022 році.

## Виступи за збірні
У 2002 році Ліно Марцоратті дебютував у складі юнацької збірної Італії (U-16), у юнацьких збірних грав загалом до 2006 року. У складі юнацької збірної Італії віком до 20 років Марцоратті брав участь у молодіжному чемпіонаті світу 2005 року, на якому італійська молодіжка вибула в чвертьфіналі.
У 2006 році Марцоратті дебютував у складі молодіжної збірної Італії, у складі якої грав до 2009 року. У складі молодіжної збірної футболіст брав участь у молодіжному чемпіонаті Європи 2009 року, на якому італійська молодіжна збірна дісталась півфіналу.
У 2008 році Ліно Марцоратті зіграв 2 матчі у складі олімпійської збірної Італії.